# ФК «Арсенал» Тула в сезоне 2013/2014
Сезон 2013/14 — первый сезон, который тульский «Арсенал» проводил в ФНЛ. Спустя 10 лет главная команда области вернулась во второй по силе российский турнир.
12 августа новым президентом Петром Кошельниковым, сменившим Виктора Соколовского, было объявлено о том, что генеральным директором вместо Максима Царева назначен Дмитрий Ананко

## Клуб
| Тренерский штаб                    |                       |
| Должность                          | Имя                   |
| Главный тренер                     | Дмитрий Аленичев      |
| Старший тренер                     | Дмитрий Ананко        |
| Тренер по физподготовке            | Олег Саматов          |
| Тренер вратарей                    | Александр Филимонов   |
| Врач                               | Сергей Митин          |
| Врач                               | Александр Костюченков |
| Массажист                          | Александр Прохоров    |
| Администрация                      |                       |
| Должность                          | Имя                   |
| Президент                          | Петр Кошельников      |
| Генеральный директор               | Андрей Никитин        |
| Заместитель генерального директора | Сергев Лучаев         |
| Сотрудник по работе с болельщиками | Виталий Родионов      |
| Сотрудник по работе с болельщиками | Михаил Максимов       |
| Начальник команды                  | Евгений Булин         |
| Видеооператор                      | Сергей Кирюхин        |
| Пресс-атташе                       | Евгений Овсянников    |

## Трансферы 2013/2014

### Лето
| Пришли  |                         |            |                        |                   |              |             |
| Позиция | Имя                     | ДР         | Старый клуб            | Трансферная сумма | Дата прихода | *           |
| Вр      | Сергей Котов            | --//--     | Химки (Химки)          | --//--            | --//--       |             |
| Защ     | Игорь Калешин           | --//--     | Волгарь (Астрахань)    | --//--            | --//--       |             |
| Защ     | Эрик Салкич             | --//--     | Олимпия (Любляна)      | --//--            | --//--       |             |
| П/з     | Младен Кашчелан         | --//--     | Пантракикос (Комотини) | --//--            | --//--       |             |
| П/з     | Сергей Игнатьев (англ.) | --//--     | Тюмень (Тюмень)        | --//--            | --//--       |             |
| П/з     | Александр Макаренко     | --//--     | Сибирь (Новосибирск)   | --//--            | --//--       |             |
| П/з     | Сергей Кузнецов         | --//--     | Мордовия (Саранск)     | --//--            | --//--       |             |
| Ушли    |                         |            |                        |                   |              |             |
| Позиция | Имя                     | ДР         | Новый клуб             | Трансферная сумма | Дата ухода   | *           |
| Вр      | Александр Лейкин        | 15.04.1987 | Арсенал-2              | Свободный агент   | 7 июня 2013  | [ 2 ]       |
| Защ     | Андрей Ходыкин          | 21.03.1986 | Текстильщик (Иваново)  | Свободный агент   | 17 июня 2013 | [ 3 ] [ 4 ] |
| Защ     | Александр Манюков       | 27.01.1993 | Спартак-2              | Свободный агент   | 7 июня 2013  |             |
| Защ     | Алексей Авдеев          | 24.12.1984 | Подолье                | Свободный агент   | 7 июня 2013  |             |
| П/з     | Илья Чижиков            | 21.07.1984 | Коломна                | Свободный агент   | 7 июня 2013  |             |
| П/з     | Александр Лактионов     | 28.05.1986 | Долгопрудный           | Свободный агент   | 7 июня 2013  | [ 4 ]       |
| Нап     | Антон Крючков           | 30.08.1988 | Тосно                  | Свободный агент   | 7 июня 2013  |             |
| Нап     | Павел Белянин           | 13.05.1992 | Вологда                | Аренда            |              |             |

### Зима
| Пришли  |                   |        |                              |                   |              |   |
| Позиция | Имя               | ДР     | Старый клуб                  | Трансферная сумма | Дата прихода | * |
| Защ     | Андрей Васильев   | --//-- | Динамо СПб (Санкт-Петербург) | --//--            | --//--       |   |
| Защ     | Предраг Кашчелан  | --//-- | Младост (Подгорица)          | --//--            | --//--       |   |
| П/з     | Алексей Базанов   | --//-- | Сибирь (Новосибирск)         | --//--            | --//--       |   |
| П/з     | Владислав Рыжков  | --//-- | Сибирь (Новосибирск)         | --//--            | --//--       |   |
| Ушли    |                   |        |                              |                   |              |   |
| Позиция | Имя               | ДР     | Новый клуб                   | Трансферная сумма | Дата ухода   | * |
| Защ     | Эрик Салкич       | --//-- | --//--                       | --//--            | --//--       |   |
| Защ     | Александр Денисов | --//-- | Нефтехимик (Нижнекамск)      | --//--            | --//--       |   |
| Нап     | Евгений Савин     | --//-- | Луч-Энергия (Владивосток)    | --//--            | --//--       |   |

## Предсезонные и товарищеские матчи
| 17 июня 2013 | Арсенал | 0:0     | Милсами | Кишинёв                       |
| | Лях     | (отчёт) |         | Стадион: Зимбру Зрителей: 200 |
| Арсенал: 1-й тайм: Кликин, Лозенков, Денисов, Сухарев, Игнатьев, Лях, Макаренко, Лепский, Сергеев, Маслов, Савин. 2-й тайм: Котов, Ершов, Лозенков, Калешин, Саматов, Орлов, Кашчелан, Кузнецов, Мирошкин, Тимохин, Чуперка. Милсами: Негай, Рхаили (Иаворчи, 67), Гети, Веллингтон (Георгиу, 67), Фурдуй, Богю (Леуча, 55), Гильерме, Рассулов, Чофу (Бубакар, 71), Гирла (Монаду, 55), Сопоран (Стадичиуч, 71). |         |         |         |                               |

| 22 июня 2013 | Зимбру                        | 2:1     | Арсенал                                                      | Кишинёв         |
| | 19′Гафина · 34′ (авт.)Сухарев | (отчёт) | 23′Сухарев · 35'Кутьин(симуляция) · 57'Кашчелан(грубая игра) | Стадион: Зимбру |
| Зимбру: 1-й тайм: Calancea, V.Cravcescu, C.Bogdan, Anton, Spataru, О.Аndronic, S.Gafina, А.Antoniuc, Аndr.Cojocari, Stepniashvili, игрок на просмотре 2-й тайм: Anatolii Chirinciuc, Serghei Tsyganov, Radu Catan, Maxim Boghiu, 3 игрока на просмотре. Арсенал: 1-й тайм: Котов, Ершов, Денисов, Сухарев, Шилов, Кашчелан, Макаренко, Мирошкин, Кузнецов, Кутьин, Савин. 2-й тайм: Филимонов, Игнатьев, Калешин, Лозенков, Орлов, Смирнов, Кашчелан (Макаренко, 67), Мирошкин, Сергеев, Маслов, Чуперка. |                               |         |                                                              |                 |

| 27 июня 2013 | Арсенал                    | 3:1     | Чахлэул | Кишинёв         |
| 20:00 | Савин 26′ 31′ · Кутьин 89′ | (отчёт) | ? 23′   | Стадион: Зимбру |
| Арсенал: Филимонов (Кликин, 46), Сухарев (игрок на просмотре, 46), Денисов, Ершов (Лозенков, 60), Шилов (Сергеев, 57), Кашчелан (Орлов, 80), Макаренко (Смирнов, 60), Лепский (Мирошкин, 60), Кузнецов (Калешин, 46), Савин, Кутьин. |                            |         |         |                 |

## ФНЛ
См. также: Первенство ФНЛ 2013/2014

### Результаты по турам
| Тур   | 01 | 02 | 03 | 04 | 05 | 06 | 07 | 08 | 09 | 10 | 11 | 12 | 13 | 14 | 15 | 16 | 17 | 18 | 19 | 20 | 21 | 22 | 23 | 24 | 25 | 26 | 27 | 28 | 29 | 30 | 31 | 32 | 33 | 34 | 35 | 36 | 37 | 38 |
| ----- | -- | -- | -- | -- | -- | -- | -- | -- | -- | -- | -- | -- | -- | -- | -- | -- | -- | -- | -- | -- | -- | -- | -- | -- | -- | -- | -- | -- | -- | -- | -- | -- | -- | -- | -- | -- | -- | -- |
| Поле  | В  | Д  | В  | Д  | В  | Д  | В  | Д  | В  | Д  | В  |    | В  | Д  | В  | Д  | В  | В  | Д  | В  | Д  | В  | Д  | В  | Д  | Д  | В  | В  | Д  |    | Д  | В  | Д  | В  | Д  | Д  | В  | Д  |
| Итог  | В  | В  | В  | В  | Н  | В  | Н  | В  | В  | В  | П  |    | П  | П  | П  | В  | П  | Н  | Н  | В  | П  | П  | В  | П  | В  | В  |    |    |    |    |    |    |    |    |    |    |    |    |
| Место | 5  | 2  | 1  | 1  | 1  | 1  | 1  | 1  | 1  | 1  | 1  | 1  | 1  | 2  | 3  | 3  | 3  | 4  | 3  | 3  | 3  | 4  | 3  | 6  | 4  | 3  |    |    |    |    |    |    |    |    |    |    |    |    |

Последнее обновление: 09 марта 2014.
Источник: Официальный сайт болельщиков клуба

Поле: Д = дома; В = на выезде. Итог: Н = ничья; П = команда проиграла; В = команда выиграла; О = матч отложен.

### Матчи
Победа
 Ничья
 Поражение
Время начала матчей указано московское
| 7 июля 2013 1 тур | Динамо СПб                | 0:1        | Арсенал                                                                   | Санкт-Петербург                                                                     |
| 16:00(MSK) | · Фёдоров 22' · Ильин 45' | (протокол) | Кутьин (пен.) 22′ · Лепский 28' · И.Ершов 69' · Денисов 85' · Тимохин 90' | Стадион: МСА Петровский Зрителей: 2000 Судья: Василий Мирошниченко (Ростов-на-Дону) |
| Динамо СПб: Самохвалов, Кирсанов, Костин, Васильев, Сурков (Есин, 56), М.Ершов, Фёдоров (Маркелов, 61), Матрахов, Сушкин (Матяш, 84), Гиголаев, Ильин. Запасные: Арсеньев, Кудинов. Арсенал: Филимонов, Денисов, И.Ершов, Макаренко, Лозенков, Сухарев, Лепский, Кузнецов, Шилов (Сергеев, 84), Кутьин (Тимохин, 75), Савин. Запасные: Кликин, Калешин, Смирнов, Орлов, Маслов. |                           |            |                                                                           |                                                                                     |

| 13 июля 2013 2 тур | Арсенал                                                                                   | 2:0        | Сибирь         | Тула                                                                  |
| 19:00 | Игнатьев 14′ · Кутьин (пен.) 90′ · Савин 23' · Кашчелан 40' · Филимонов 40' · Смирнов 75' | (протокол) | · Самсонов 90' | Стадион: Арсенал Зрителей: 10500 Судья: Владимир Сельдяков (Балашиха) |
| Арсенал: Филимонов, Лозенков (Калешин, 62), Ершов, Макаренко, Денисов, Игнатьев (Сухарев, 46), Кузнецов (Смирнов, 73), Шилов (Лях, 46), Кашчелан, Кутьин, Савин. Запасные: Кликин, Сергеев, Орлов, Тимохин. Сибирь: Трунин, Климов, Головатенко, Самсонов, Бркляча (Дудолев, 86), Гладышев, Житнев (Едунов, 71), Рыжков (Кубицкий, 72), Базанов, Скороходов (Азаров, 80), Беляев. Запасные: Малофеев, Запрудских, Выходил. |                                                                                           |            |                |                                                                       |

| 18 июля 2013 3 тур | Енисей                                          | 1:3        | Арсенал                                      | Красноярск                                                          |
| 15:00(MSK) | Галыш 19′ · Галыш 37' · Шабаев 83' · Иванов 88' | (протокол) | Савин 62′ · Кутьин 66' 66′ 78′ · Сергеев 44' | Стадион: Центральный Зрителей: 3600 Судья: Герман Кравченко (Псков) |
| Енисей: Плотников, Шабаев, Качан, Пятикопов, Лешонок, Ситдиков, Лайзанс (Иванов, 75), Лебамба, Лескано (Рыжов, 70), Галыш (Ламбарский, 70), Буш (Рожков, 65). Запасные:Бородько, Магадиев, Лужков. Арсенал: Филимонов, Денисов, Макаренко, Лозенков, Ершов, Шилов (Сергеев, 35), Кашчелан, Лях, Игнатьев (Смирнов, 72), Савин (Маслов, 76), Кутьин (Тимохин, 80). Запасные:Кликин, Калешин, Орлов. |                                                 |            |                                              |                                                                     |

| 23 июля 2013 4 тур | Арсенал                            | 5:1        | СКА-Энергия                                             | Тула                                                              |
| 19:00 | Кутьин 21′ 23′ 57′ 61′ · Савин 32′ | (протокол) | Радченко 87′ · Замалиев 19' · Амирханов 39' · Гогуа 89' | Стадион: Арсенал Зрителей: 13500 Судья: Вячеслав Харламов(Москва) |
| Арсенал: Филимонов, Лозенков (Сухарев, 83), Ершов, Макаренко, Денисов, Игнатьев, Смирнов (Сергеев, 75), Кашчелан, Лях, Кутьин (Тимохин, 66), Савин (Маслов, 76). Запасные: Кликин, Калешин, Орлов. СКА-Энергия: Агапов, Попов, Мочалин, Амирханов, Купчин (Радченко, 46), Славнов, Замалиев, Мурнин (Кармазиненко, 64), Гогуа, Натан Жуниор (Трусевич, 62), Леонардо (Наваловский, 46). Запасные: Козорез, Морозов, Нестеренко. |                                    |            |                                                         |                                                                   |

| 28 июля 2013 5 тур | Газовик                                       | 2:2        | Арсенал                                                                         | Оренбург                                                      |
| 17:00(MSK) | Кобялко (пен.) 35′ · Друзин 62′ · Кожанов 39' | (протокол) | Лях 71′ · Тимохин 91′ · Денисов 9' · Макаренко 34' · Смирнов 39' · Кашчелан 39' | Стадион: Газовик Зрителей: 4600 Судья: Евгений Турбин(Москва) |
| Газовик: Москвин, Васиев(Турсунов,82), Андреев, Ахмедов, Кожанов(Полуяхтов,65), Парняков, Малых, Бреев(Вукобратович,84), Друзин, Кобялко, Хазов(Арзиани,65). Запасные: Чванов, Воронкин, Саталкин. Арсенал: Филимонов, Денисов, Макаренко, Лозенков, Ершов, Смирнов(Сергеев,69), Лях, Игнатьев, Кашчелан, Савин(Маслов,71), Кутьин(Тимохин,71). Запасные: Кликин, Калешин, Сухарев, Орлов. |                                               |            |                                                                                 |                                                               |

| 02 августа 2013 6 тур | Арсенал                                                         | 4:0        | Шинник                      | Тула                                                                   |
| 19:00 | Лях 28′ · Кутьин (пен.) 50′ · Савин 58′ · Тимохин 83′ · Лях 13' | (протокол) | · Белоусов 8' · Померко 64' | Стадион: Арсенал Зрителей: 14500 Судья: Михаил Белов (Нижний Новгород) |
| Арсенал: Филимонов, Ершов, Денисов, Лозенков(Сухарев,44), Игнатьев(Орлов,80), Лях, Смирнов(Калешин,64), Кашчелан, Макаренко, Савин(Тимохин,75), Кутьин. Запасные: Кликин, Сергеев, Маслов. Шинник: Яшин, Катынсус, Померко, Зотов, Корытько, Гапон, Стешин, Молодцов(Кухарчук,37), Дудченко(Кподо,37), Деобальд(Родионов,73), Белоусов(Горбатенко,62). Запасные: Краснокутский, Алли Н Дри Куадио Винсент де Поль, Белецкий. |                                                                 |            |                             |                                                                        |

| 07 августа 2013 7 тур | Химик                                              | 1:1        | Арсенал                 | Дзержинск                                                    |
| 18:00(MSK) | Еркин 31′ · Рашевский 47' · Кичин 66' · Паштов 90' | (протокол) | Савин 11′ · Сухарев 87' | Стадион: Химик Зрителей: 4500 Судья: Алексей Матюнин(Москва) |
| Химик: Гавиловский, Кичин, Коротков, Шустиков, Прошин, Гелоян (Чернов, 46), Костюков (Мануковский, 81), Паштов, Рашевский, Еркин (Квасов, 63), Иванов (Макеев, 70). Запасные: Загребин, Чежия, Журавлёв. Арсенал: Филимонов, Ершов, Денисов, Макаренко, Сухарев, Игнатьев, Смирнов (Сергеев, 83), Кашчелан, Лях, Кутьин (Тимохин, 72), Савин (Маслов, 72). Запасные: Кликин, Лозенков, Калешин, Орлов. |                                                    |            |                         |                                                              |

| 12 августа 2013 8 тур | Арсенал                                                                                               | 1:0        | Уфа | Тула                                                                  |
| 19:00 | Кутьин (пен.) 39′ · Сергей Сухарев 31' · Дмитрий Смирнов 61' · Эрик Салкич 75' · Младен Кашчелан 90+' | (протокол) | · Михаил Барановский 38' · Андрей Киреев 38' · Антон Заболотный 38' · Азамат Засеев 86' · Евгений Осипов 90+' | Стадион: Арсенал Зрителей: 15400 Судья: Виталий Рушаков (Архангельск) |
| Арсенал: Филимонов, Ершов, Денисов, Сухарев, Макаренко, Лях, Кашчелан, Смирнов(Лепский,62), Игнатьев(Салкич,56), Савин(Сергеев,85), Кутьин(Тимохин,67). Запасные: Кликин, Лозенков, Маслов. Уфа: Барановский, Аликин, Жиляев, Валикаев(Мязин,59), Заболотный, Засеев(Подкорытов,87), Сухов, Голубов(Сайто,46), Осипов, Тишкин, Киреев(Виллиам,46). Запасные: Юрченко, Степанец, Хаернасов. | |            | |                                                                       |

| 18 августа 2013 9 тур | Ангушт                                                             | 1:3        | Арсенал                                     | Назрань                                                                           |
| 17:30(MSK) | Зязиков 58′ · Ахильгов 43' · Аушев 63' · Албаков 66' · Дышеков 78' | (протокол) | Игнатьев 23′ · Савин 25′ 49′ · Кашчелан 80' | Стадион: Центральный Зрителей: 2000 Судья: Владислав Безбородов (Санкт-Петербург) |
| Ангушт: Хамхоев, Кишев, Аушев, Дашаев, Газдиев (Гаракоев, 67), Дышеков (Дзейтов, 88), Албаков, Ахильгов (Гузь, 79), Зязиков, Каркаев, Гугуев (Цуроев, 74). Запасные: Бучнев, Меров. Арсенал: Филимонов, Ершов, Сухарев, Денисов, Игнатьев (Салкич, 78), Смирнов (Сергеев, 46), Лях, Кашчелан, Макаренко (Лепский, 46), Савин, Кутьин (Тимохин, 62). Запасные: Кликин, Лозенков, Маслов. |                                                                    |            |                                             |                                                                                   |

| 23 августа 2013 10 тур | Арсенал                                                  | 1:0        | Нефтехимик                                                             | Тула                                                             |
| 19:00 | Кутьин 35′ · Дмитрий Смирнов 48′ · Александр Денисов 32' | (протокол) | Давид Дзахов (пен.) 45′ 87' · Руслан Камболов 61' · Михаил Смирнов 67' | Стадион: Арсенал Зрителей: 16800 Судья: Сергей Куликов (Саранск) |
| Арсенал: Филимонов, Ершов, Денисов, Сухарев, Макаренко, Лях (Лозенков, 83), Д.Смирнов (Сергеев, 64), Игнатьев (Салкич, 72), Лепский, Савин, Кутьин (Тимохин, 77). Запасные: Кликин, Орлов, Маслов. Нефтехимик: Нестеренко, Камболов, Дзахов, Чала, Джалилов (Уридия, 79), Старков (Нуров, 57), Дранников, Гультяев (Махмутов, 60), М.Смирнов, Платика (Рябошапка, 81), Пискунов. Запасные: Лосев, Кузяев, Оразсахедов. |                                                          |            |                                                                        |                                                                  |

| 28 августа 2013 11 тур | Алания                                                    | 2:0        | Арсенал | Владикавказ                                                              |
| 19:00(MSK) | Марцваладзе 29′ · Габулов 45′ · Хомич 76' · Шемберас 90+' | (протокол) |         | Стадион: Спартак Зрителей: 7500 Судья: Кирилл Левников (Санкт-Петербург) |
| Алания: Хомич, Цховребов, Зайцев, Дудиев (Засеев, 86), Хозин, Плиев, Дакоста, Габулов, Шемберас, Бакаев, Марцваладзе (Ходжава, 86). Запасные: Гудиев, Таказов, Бутуев, Брессан, Гогичаев. Арсенал: Филимонов, Денисов (Лях, 46), Макаренко (Сухарев, 46), Лозенков, Ершов, Лепский (Маслов, 79), Смирнов, Кашчелан, Игнатьев, Савин (Тимохин, 37), Кутьин. Запасные: Кликин, Салкич, Сергеев. |                                                           |            |         |                                                                          |

| 10 сентября 2013 13 тур | Балтика                                              | 2:1        | Арсенал                                                        | Калининград                                                          |
| 20:00(MSK) | Вотинов 23′ · Зимулька 45′ · Шелия 41' · Крючков 65' | (протокол) | Кутьин (пен.) 79′ · Лозенков 64' · Макаренко 78' · Сухарев 78' | Стадион: Балтика Зрителей: 3000 Судья: Вячеслав Попов (Екатеринбург) |
| Балтика: Шелия, Крючков, Зимулька, Васильев, Чиркин, Каленкович (Курбанов, 80), Д.Сысуев (Сальников, 90+), Плопа, Гацко (Минченков, 70), Скавыш, Вотинов. Запасные: Вамбольт, Халиуллин, Алексанян, В.Сысуев. Арсенал: Филимонов, Макаренко, Салкич (Кашчелан, 45+), Сухарев, Ершов, Лозенков, Игнатьев (Маслов, 80), Смирнов (Тимохин, 73), Лепский (Шилов, 58), Лях, Кутьин. Запасные: Кликин, Денисов, Сергеев. |                                                      |            |                                                                |                                                                      |

| 16 сентября 2013 14 тур | Арсенал                   | 0:3        | Луч-Энергия                                                  | Тула                                                           |
| 19:00(MSK) | · Кутьин 8' · Смирнов 61' | (протокол) | Дорожкин 50′ · Михалёв 71′ · Мавлетдинов 90′ · Романенко 34' | Стадион: Арсенал Зрителей: 8000 Судья: Максим Лаюшкин (Москва) |
| Арсенал: Филимонов, Макаренко, Сухарев, Лозенков, Ершов, Игнатьев (Лепский, 65), Лях (Шилов, 65), Смирнов, Кашчелан, Тимохин (Маслов, 46), Кутьин. Запасные: Кликин, Денисов, Салкич, Сергеев. Луч-Энергия: Довбня, Семочко, Тетрашвили (Кацаев, 83), Романович, Колычев, Джиоев, Пономаренко, Клопков (Мавлетдинов, 63), Романенко (Гриднёв, 56), Кренделёв, Дорожкин (Михалёв, 65). Запасные: Штанько, Куликов, Селищев. |                           |            |                                                              |                                                                |

| 22 сентября 2013 15 тур | Салют                                                                | 3:0        | Арсенал                                | Белгород                                                          |
| 17:00(MSK) | Михеев 2′ 54′ · Бутырин 68′ · Михеев 27' · Ткачук 82' · Лебедев 90+' | (протокол) | · Кашчелан 11' · Денисов 24' · Лях 50' | Стадион: Салют Зрителей: 3000 Судья: Лаша Верулидзе (Владикавказ) |
| Салют: Криворучко, Мирошниченко (Цуканов, 85), Бутырин, Лебедев, Михеев, Афонин, Андреев (Семёнов, 34), Бекетов, Яковлев, Яркин (Ахметович, 46), Чадов (Ткачук, 52). Запасные: Телков, Жирный, Носов. Арсенал: Филимонов, Макаренко, Сухарев, Денисов (Маслов, 57), Ершов, Лозенков, Кашчелан, Игнатьев (Сергеев, 76), Шилов (Савин, 37), Лях, Кутьин (Лепский, 67). Запасные: Кликин, Салкич, Тимохин. |                                                                      |            |                                        |                                                                   |

| 1 октября 2013 16 тур | Арсенал                                                           | 4:0        | Ротор                        | Тула                                                            |
| 19:00(MSK) | Смирнов 11′ · Кутьин 32′ · Игнатьев 35′ · Савин 38′ · Смирнов 44' | (протокол) | · Войдель 38' · Коротаев 57' | Стадион: Арсенал Зрителей: 10200 Судья: Сергей Костевич (Курск) |
| Арсенал: Филимонов, Денисов, Сухарев, Макаренко, Лозенков (Сергеев, 70), Ершов, Смирнов (Кузнецов, 66), Лепский, Игнатьев (Шилов, 78), Савин, Кутьин (Салкич, 81). Запасные: Кликин, Маслов, Тимохин. Ротор: Гаврилов, Гузь, Малыгин (Глушков, 46), Тен, Васянович, Устинов, Войдель, Фомин (Архипов, 55), Коротаев (Байрамян, 63), Кабутов (Рылов, 70), Ставпец. Запасные: Пчелинцев, Меркулов, Комаровский. |                                                                   |            |                              |                                                                 |

| 7 октября 2013 17 тур | Торпедо                   | 2:0        | Арсенал                     | Раменское                                                                    |
| 17:00(MSK) | Микуцкис 88′ · Багаев 90′ | (протокол) | · Денисов 36' · Лепский 55' | Стадион: Леон Арена Зрителей: 1500 Судья: Василий Казарцев (Санкт-Петербург) |
| Торпедо: Конюхов, Тесак, Багаев, Кацалапов, Тараканов, Айдов, Микуцкис, Бояринцев (Власов, 69), Стеклов (Гаурачс, 87), Кулешов, Шевченко (Савичев, 90+). Запасные: Будаков, Бурченко, Новосельцев, Большаков. Арсенал: Филимонов, Салкич (Кузнецов, 46), Сухарев, Макаренко, Ершов, Денисов, Игнатьев (Шилов, 67), Лепский, Лях, Кутьин (Маслов, 74), Савин. Запасные: Кликин, Сергеев, Кашчелан, Тимохин. |                           |            |                             |                                                                              |

| 13 октября 2013 18 тур | Спартак-Нальчик | 0:0        | Арсенал                                                     | Нальчик                                                        |
| 17:00(MSK) | · Шаваев 83'    | (протокол) | · Ершов 30' · Кашчелан 31' · Макаренко 63' · Филимонов 90+' | Стадион: Спартак Зрителей: 1000 Судья: Денис Шпилёв (Белгород) |
| Спартак-Нальчик: Степанов, Гарбуз, Абазов, Рогочий, Засеев, Шаваев, Коронов, Чеботару, Руа, Сирадзе (Гошоков, 71), Медведев (Тлупов, 81, Буйтраго, 90+). Запасные: Ханиев, Тимошин, Суслов, Рухаиа. Арсенал: Филимонов, Макаренко, Сухарев, Ершов, Лепский, Кузнецов (Сергеев, 46), Лях, Игнатьев (Шилов, 90+), Кашчелан, Кутьин (Маслов, 77), Савин (Тимохин, 46). Запасные: Кликин, Салкич. |                 |            |                                                             |                                                                |

| 20 октября 2013 19 тур | Арсенал                                               | 0:0        | Мордовия                    | Тула                                                              |
| 17:00(MSK) | Макаренко 60' · Кашчелан 75' · Лях 81' · Лепский 90+' | (протокол) | · Димидко 35' · Божович 56' | Стадион: Арсенал Зрителей: 10800 Судья: Алексей Николаев (Москва) |
| Арсенал: Филимонов, Ершов, Денисов, Сухарев, Кашчелан, Лепский, Лях, Макаренко, Игнатьев(Кузнецов, 63), Савин(Тимохин, 86), Кутьин. Запасные: Кликин, Маслов, Шилов, Сергеев, Салкич. Мордовия: Коченков, Божович, Хубутия, Перендиа, Пономарёв, Бобёр(Будников, 89), Иванов, Димидко, Пазин, Мухаметшин(Терентьев, 57), Маркин(Кириченко, 65). Запасные:Абакумов, Эдиев, Гаглоев, Строков. |                                                       |            |                             |                                                                   |

| 23 октября 2013 20 тур | Сибирь                       | 0:3        | Арсенал                                                  | Новосибирск                                                          |
| 16:00(MSK) | · Самсонов 64' · Нивалдо 71' | (протокол) | Кузнецов 20′ · Игнатьев 40′ · Кутьин 45′ · Филимонов 42' | Стадион: Спартак Зрителей: 1100 Судья: Виталий Рушаков (Архангельск) |
| Сибирь: Пузин, Климов, Головатенко, Самсонов, Базанов, Дудолев (Запрудских, 46), Едунов (Кабанов, 46), Скороходов (Зиновьев, 73), Родригес, Маркосов, Беляев (Рыжков, 28). Запасные: Трунин, Гладышев, Азаров. Арсенал: Филимонов, Ершов, Сухарев, Денисов, Кузнецов (Орлов, 79), Лях (Сергеев, 64), Кашчелан, Игнатьев, Лепский (Шилов, 67), Савин, Кутьин (Маслов, 46). Запасные: Кликин, Салкич, Тимохин. |                              |            |                                                          |                                                                      |

| 27 октября 2013 21 тур | Арсенал     | 1:2        | Енисей                  | Тула                                                                       |
| 17:00(MSK) | Тимохин 81′ | (протокол) | Рыжов 42′ · Лебамба 42′ | Стадион: Арсенал Зрителей: 8000 Судья: Владимир Казьменко (Ростов-на-Дону) |
| Арсенал: Филимонов, Ершов, Денисов, Кашчелан, Макаренко, Игнатьев, Лях(Салкич, 60), Кузнецов(Сергеев, 46), Лепский, Кутьин(Тимохин, 62), Савин(Маслов, 46). Запасные: Кликин, Орлов, Шилов Енисей: Плотников, Лебамба(Марущак, 83), Пятикопов, Качан, Шабаев, Магадиев, Лайзанс, Иванов(Никитин,81), Харитонов, Лескано(Рожков, 66), Рыжов(Полюткин, 90). Запасные: Бородин, Буш, Ломбарский. |             |            |                         |                                                                            |

| 3 ноября 2013 22 тур | СКА-Энергия | 3:0        | Арсенал | Хабаровск                                                     |
| 7:00(MSK)            |             | (протокол) |         | Стадион: Юность Зрителей: 3000 Судья: Алексей Сухой (Люберцы) |

| 10 ноября 2013 23 тур | Арсенал | 2:0        | Газовик | Тула                                                                     |
| 17:00(MSK)            |         | (протокол) |         | Стадион: Арсенал Зрителей: 6500 Судья: Сергей Лапочкин (Санкт-Петербург) |

| 17 ноября 2013 24 тур | Шинник | 5:0        | Арсенал | Ярославль                                         |
| 15:00(MSK)            |        | (протокол) |         | Стадион: Шинник Судья: Вячеслав Харламов (Москва) |

| 23 ноября 2013 25 тур | Арсенал | 1:0        | Химик | Тула                                                                |
| 17:00(MSK)            |         | (протокол) |       | Стадион: Арсенал Зрителей: 4000 Судья: Владимир Рогулев (Ломоносов) |

| 09 марта 2013 26 тур | Арсенал                                                    | 3:0        | Ангушт                    | Тула                                                                 |
| 17:00(MSK) | Игнатьев 26′ · Базанов 34′ · Тимохин 89′ · М. Кашчелан 71' | (протокол) | · Гугуев 6' · Сорокин 23' | Стадион: Арсенал Зрителей: 7200 Судья: Владимир Сельдяков (Балашиха) |
| Арсенал: Филимонов, Ершов, Лозенков, Сухарев, Лепский (Макаренко, 72), М. Кашчелан, Игнатьев, Рыжков, Кузнецов (Калешин, 90), Кутьин (Маслов, 80), Базанов (Тимохин, 85). Запасные: Котов, П. Кашчелан, Маслов, Сергеев, 22. Ангушт: Хамхоев, Кишев, Газдиев, Дашаев, Путилин, Албаков (Аушев, 90), Ахильгов, Гузь (Каркаев, 57), Зязиков, Гугуев (Кариев, 79), Сорочкин (Цуроев, 66). Запасные: Бучнев, Кариев, Парчиев, Дзейтов. |                                                            |            |                           |                                                                      |

### Турнирная таблица
По состоянию на 09 марта 2014
| М | Клуб        | И  | В  | Н | П | МЗ | МП | РМ  | О  |
| - | ----------- | -- | -- | - | - | -- | -- | --- | -- |
| 2 | Алания      | 24 | 14 | 4 | 6 | 29 | 19 | +10 | 46 |
| 3 | Арсенал     | 25 | 13 | 4 | 8 | 39 | 29 | +10 | 43 |
| 4 | Луч-Энергия | 25 | 11 | 8 | 6 | 28 | 11 | +17 | 41 |

## Кубок России
См. также: Кубок России по футболу 2013/2014

### Групповой этап
| 01 сентября 2013 1/32 финала | Сокол                                                                                                   | 0:0 3:1 по пен. | Арсенал                                                                                    | Саратов                                                          |
| | Дутов · Чернышов · Горбатюк · Столяренко · Сапожков · Волков · Семякин 35' · Гаврюк 66' · Сапожков 118' |                 | Кутьин · Сухарев · Кашчелан · Шилов · Кашчелан 59' · Сухарев 79' · Макаренко 87' · Смирнов | Стадион: Локомотив Зрителей: 9200 Судья: Алексей Сухой (Люберцы) |
| Сокол: Фёдоров, Тимофеев, Чернышов, Горбатюк, Семякин, Столяренко, Волков (Дутов, 112), Дегтярёв, Васильев (Сапожков, 75), Роденков, Гаврюк (Гонежуков, 75). Запасные: Скорняков, Сафонов, Хубаев, Рахматулин. Арсенал: Филимонов, Ершов, Лозенков, Макаренко, Кашчелан, Сергеев (Смирнов, 74), Лепский (Шилов, 106), Салкич (Игнатьев, 64), Сухарев, Маслов (Кутьин, 88), Тимохин. Запасные: Кликин, Денисов, Лях. | |                 |                                                                                            |                                                                  |

## Кубок ФНЛ
| 10 февраля 2014 1 тур | Арсенал | 0:0   | Луч-Энергия | Белек                                                                                 |
| 17:00 MSK |         | Отчёт |             | Стадион: Спортивный центр "Беллис" Зрителей: 300 Судья: Владимир Сельдяков (Балашиха) |
| Арсенал: Котов, Макаренко (Лях, 45), Лозенков, Сухарев (Васильев, 45), Ершов, Рыжков (Сергеев, 75), Лепский (Маслов, 61), Игнатьев (Шилов, 61), Базанов (Тимохин, 72), М.Кашчелан, Кутьин (П.Кашчелан, 46). · Луч-Энергия: Довбня, Семочко, Бендзь, Романович (Гаджибеков, 46), Романенко (Селищев, 46), Пономаренко, Кренделев, Кудряшов (Бураев, 46), Аверьянов (Скобликов, 72), Асильдаров (Козлов, 65), Корян (Клопков, 38)). · М.Кашчелан (35'), Лях (58'), Лозенков (77') — Бендзь (32'), Кудряшов (35'), Гаджибеков (56'), Семочко (63'). · Семочко (69') |         |       |             |                                                                                       |

| 13 февраля 2014 2 тур | Мордовия | 0:0    | Арсенал | Белек                                                                           |
| 17:00 MSK |          | =Отчёт |         | Стадион: Спортивный центр "Беллис" Зрителей: 150 Судья: Евгений Турбин (Москва) |
| Мордовия: Коченков, Перендиа, Хубутия, Шитов (Эдиев, 63), Иванов (Будников, 63), Димидко (Божович, 63), Бобёр (Пазин, 63), Мухаметшин, Нахушев, Самодин (Терентьев, 46), Луценко. · Арсенал: Филимонов, Макаренко (М.Кашчелан, 63), Калешин, Сухарев (Ершов, 46), П.Кашчелан, Васильев, Шилов (Игнатьев, 46), Лях (Рыжков, 61), Кутьин (Лепский, 61), Маслов, Тимохин (Сергеев, 61). · Нахушев (28'), Божович (90') |          |        |         |                                                                                 |

| 16 февраля 2014 3 тур | Арсенал | –:– | Уфа | Белек                              |
| 13:00 MSK             |         |     |     | Стадион: Спортивный центр "Беллис" |

## Статистика

### Матчи, голы и дисциплина
| №  | Поз. | Нац.       | Имя                     | Чемпионат | Чемпионат | Чемпионат    | Чемпионат | Кубок России | Кубок России | Кубок России | Кубок России | Итого | Итого | Итого        | Итого    |
| №  | Поз. | Нац.       | Имя                     | Игры      | Гол       | Предупреждён | Red card  | Игры         | Гол          | Предупреждён | Red card     | Игры  | Гол   | Предупреждён | Red card |
| -- | ---- | ---------- | ----------------------- | --------- | --------- | ------------ | --------- | ------------ | ------------ | ------------ | ------------ | ----- | ----- | ------------ | -------- |
| 1  | Вр   | Россия     | Александр Филимонов (к) | 23        | −24       | 2            | 0         | 1            | 0            | 0            | 0            | 24    | −24   | 2            | 0        |
| 2  | Защ  | Россия     | Иван Ершов              | 25        | 0         | 2            | 0         | 1            | 0            | 0            | 0            | 26    | 0     | 2            | 0        |
| 3  | Защ  | Россия     | Иван Лозенков           | 17        | 0         | 1            | 0         | 1            | 0            | 0            | 0            | 18    | 0     | 1            | 0        |
| 7  | ПЗ   | Россия     | Александр Крючков       | 0         | 0         | 0            | 0         | 0            | 0            | 0            | 0            | 0     | 0     | 0            | 0        |
| 8  | Защ  | Россия     | Сергей Сухарев          | 22        | 0         | 4            | 0         | 1            | 0            | 1            | 0            | 23    | 0     | 5            | 0        |
| 9  | Нап  | Россия     | Евгений Савин           | 22        | 9         | 2            | 0         | 0            | 0            | 0            | 0            | 22    | 9     | 2            | 0        |
| 10 | Нап  | Россия     | Сергей Кузнецов         | 10        | 1         | 0            | 0         | 0            | 0            | 0            | 0            | 10    | 1     | 0            | 0        |
| 11 | Нап  | Россия     | Алексей Базанов         | 1         | 1         | 0            | 0         | 0            | 0            | 0            | 0            | 1     | 1     | 0            | 0        |
| 13 | Нап  | Россия     | Павел Белянин           | 0         | 0         | 0            | 0         | 0            | 0            | 0            | 0            | 0     | 0     | 0            | 0        |
| 14 | Нап  | Россия     | Сергей Маслов           | 17        | 0         | 0            | 0         | 1            | 0            | 0            | 0            | 18    | 0     | 0            | 0        |
| 15 | ПЗ   | Россия     | Виталий Орлов           | 4         | 0         | 0            | 0         | 0            | 0            | 0            | 0            | 4     | 0     | 0            | 0        |
| 18 | ПЗ   | Черногория | Младен Кашчелан         | 21        | 0         | 8            | 0         | 1            | 0            | 1            | 0            | 22    | 0     | 9            | 0        |
| 19 | ПЗ   | Россия     | Дмитрий Шилов           | 10        | 0         | 0            | 0         | 1            | 0            | 0            | 0            | 11    | 0     | 0            | 0        |
| 21 | ПЗ   | Россия     | Павел Сергеев           | 16        | 0         | 1            | 0         | 1            | 0            | 0            | 0            | 17    | 0     | 1            | 0        |
| 22 | Нап  | Россия     | Ринат Тимохин           | 19        | 4         | 1            | 0         | 1            | 0            | 0            | 0            | 20    | 4     | 1            | 0        |
| 23 | Защ  | Россия     | Игорь Калешин           | 3         | 0         | 0            | 0         | 0            | 0            | 0            | 0            | 3     | 0     | 0            | 0        |
| 24 | ПЗ   | Россия     | Дмитрий Смирнов         | 13        | 2         | 5            | 0         | 1            | 0            | 1            | 0            | 14    | 2     | 6            | 0        |
| 27 | ПЗ   | Россия     | Сергей Игнатьев         | 24        | 6         | 1            | 0         | 1            | 0            | 0            | 0            | 25    | 6     | 1            | 0        |
| 28 | ПЗ   | Россия     | Владислав Рыжков        | 1         | 0         | 0            | 0         | 0            | 0            | 0            | 0            | 1     | 0     | 0            | 0        |
| 30 | Вр   | Россия     | Максим Кликин           | 2         | -5        | 0            | 0         | 0            | 0            | 0            | 0            | 2     | -5    | 0            | 0        |
| 33 | Защ  | Словения   | Эрик Салкич             | 7         | 0         | 1            | 0         | 1            | 0            | 0            | 0            | 8     | 0     | 1            | 0        |
| 48 | Нап  | Россия     | Александр Кутьин        | 25        | 14        | 2            | 0         | 1            | 0            | 0            | 0            | 26    | 14    | 2            | 0        |
| 71 | Защ  | Россия     | Александр Денисов       | 20        | 0         | 4            | 0         | 0            | 0            | 0            | 0            | 20    | 0     | 4            | 0        |
| 77 | ПЗ   | Россия     | Максим Лепский          | 18        | 0         | 3            | 0         | 1            | 0            | 0            | 0            | 19    | 0     | 3            | 0        |
| 88 | Защ  | Россия     | Александр Макаренко     | 24        | 0         | 5            | 0         | 1            | 0            | 1            | 0            | 25    | 0     | 6            | 0        |
| 90 | ПЗ   | Россия     | Андрей Лях              | 21        | 2         | 7            | 0         | 0            | 0            | 0            | 0            | 21    | 2     | 7            | 0        |

### Общая статистика
|                         | ФНЛ                                               | Кубок России                                      | Итого                                             |
| Сыграно матчей          | 25                                                | 1                                                 | 26                                                |
| Победы                  | 13                                                | 0                                                 | 13                                                |
| Ничьи                   | 4                                                 | 1                                                 | 5                                                 |
| Поражения               | 8                                                 | 0                                                 | 8                                                 |
| Забито мячей            | 39                                                | 0                                                 | 39                                                |
| Пропущено мячей         | 29                                                | 0                                                 | 29                                                |
| Разница мячей           | +10                                               | 0                                                 | +10                                               |
| Предупреждения          | 49                                                | 4                                                 | 53                                                |
| Удаления                | 0                                                 | 0                                                 | 0                                                 |
| Сухие матчи             | 10                                                | 1                                                 | 11                                                |
| Очки                    | 43/75 (57,33 %)                                   | 1/3 (33,33 %)                                     | 44/78 (56,41 %)                                   |
| Лучший счёт             | 5:1 (Д) против «СКА-Энергии» — ФНЛ, 23 июля 2013. | 5:1 (Д) против «СКА-Энергии» — ФНЛ, 23 июля 2013. | 5:1 (Д) против «СКА-Энергии» — ФНЛ, 23 июля 2013. |
| Худший счёт             | 0:5 (Г) против «Шинник» — ФНЛ, 17 ноября 2013.    | 0:5 (Г) против «Шинник» — ФНЛ, 17 ноября 2013.    | 0:5 (Г) против «Шинник» — ФНЛ, 17 ноября 2013.    |
| Наибольшее число матчей | Иван Ершов, Александр Кутьин — 25 матчей          | Иван Ершов, Александр Кутьин — 25 матчей          | Иван Ершов, Александр Кутьин — 25 матчей          |
| Лучший бомбардир        | Александр Кутьин — 14 голов                       | Александр Кутьин — 14 голов                       | Александр Кутьин — 14 голов                       |
| Худшая дисциплина       | Младен Кашчелан — 9 ЖК                            | Младен Кашчелан — 9 ЖК                            | Младен Кашчелан — 9 ЖК                            |

В данной таблице не учитываются результаты товарищеских матчей.